# Nordisk mytologi

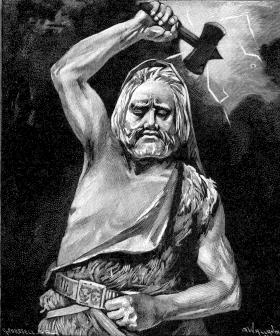
Tor med sin hammare.

Nordisk mytologi eller fornnordisk mytologi är den samling myter som fanns i Norden under förkristen tid, ofta starkt förknippade med vikingatiden. Mytologin och traditionerna är dock äldre och härstammar ur andra germanska myter. Den utövade religion, som i förkristen tid omgav dessa myter, brukar kallas asatro, en benämning som kom i bruk på 1800-talet. Med kristnandet av Norden kom myterna efter hand att föra en alltmer tynande tillvaro. Delar av myterna fanns på 1800-talet fortfarande bevarade i den nordiska folktron. De viktigaste källorna till dessa myter är den poetiska Eddan och Snorres Edda från 1200-talet.

## Bakgrund
Den nordiska mytologin liknar till stora delar den germanska mytologin, eftersom de gamla sederna hos nordbor och övriga germanska folk var besläktade. Källorna till myterna hos andra germanska folk är få, varför det är svårt att avgöra hur mycket som är gemensamt, kontinentalgermanskt respektive unikt nordiskt. Det är dock troligt att både kulten, namnen på gudarna och berättelserna om dem varierat högst avsevärt mellan de olika folken både mellan olika regioner och olika tidsperioder.
Den nordiska mytologin utgjorde aldrig ett sammanhängande religiöst system, varför man kan säga att Snorre Sturlasson med sin Edda var den som först sammanförde berättelserna till en helhet. Den förkristna nordiska asatron var alltså aldrig någon enhetlig religion i modern bemärkelse utan var snarare en etnisk religion eller naturreligion, som saknade grundare och fastställda lärosatser. Mytologin fungerade troligen som en sorts teoretisk överbyggnad till kulten, som hade mycket lite att göra med tro och mer med handlande, traditioner och värderingar i samband med naturen, vädret, årstiderna och mänsklig verksamhet.
Troligen så har de flesta av de förkristna myterna försvunnit, och de som vi känner till ur skriftliga källor utgör säkert bara en liten del av de myter som en gång berättades i Norden. De flesta uppgifter om den nordiska mytologin är därtill från kristna lärda, varför de knappast kan ses som förstahandsuppgifter eller rättvisande beskrivningar.

## Skriftliga källor
Från järnåldern finns det även skriftliga källor för germanernas mytologi. De skriftliga källorna är äldre för den mytologi som omfattades av de germaner som levde på kontinenten än för den nordiska mytologin. De äldsta är beskrivningar av romerska författare från de första århundradena före och efter Kristi födelse, framför allt av Tacitus i hans skrift Germania från 98 e.Kr., och inskrifter på votivstenar av germanska soldater i den romerska hären, men uppgifterna är både knapphändiga, och svårtolkade, eftersom de mytiska gestalterna oftast inte benämns med sina germanska namn utan under namnet på det romerska mytiska väsen som författaren ansåg närmast motsvarade dem. Samma olägenheter vidlåder till stor del yngre grekiska eller latinska källor: germanernas omvändelsepredikanters levnadsbeskrivningar, germanska stammars och kungars historia (särskilt av Prokopios, Jordanes, Gregorius av Tours, Paulus Diaconus och Beda), lagar, kyrkomötesbeslut, föreskrifter om kyrkobot (särskilt av Burchard av Worms), doplöften, påvebrev och predikningar. Dessa källor lämnar dock en mängd viktiga uppgifter, särskilt vad folktron beträffar, till vilket uppgifter om senare tiders folktro ansluter sig. Ytterst få och obetydliga är de äldre mytologiska källorna på germanskt språk: Merseburgbesvärjelserna, Nordendorfspännet, anglosaxiska stamtavlor och glossor samt person- och ortnamn hos alla germanska folk, liksom antydningar i hjältesagor.

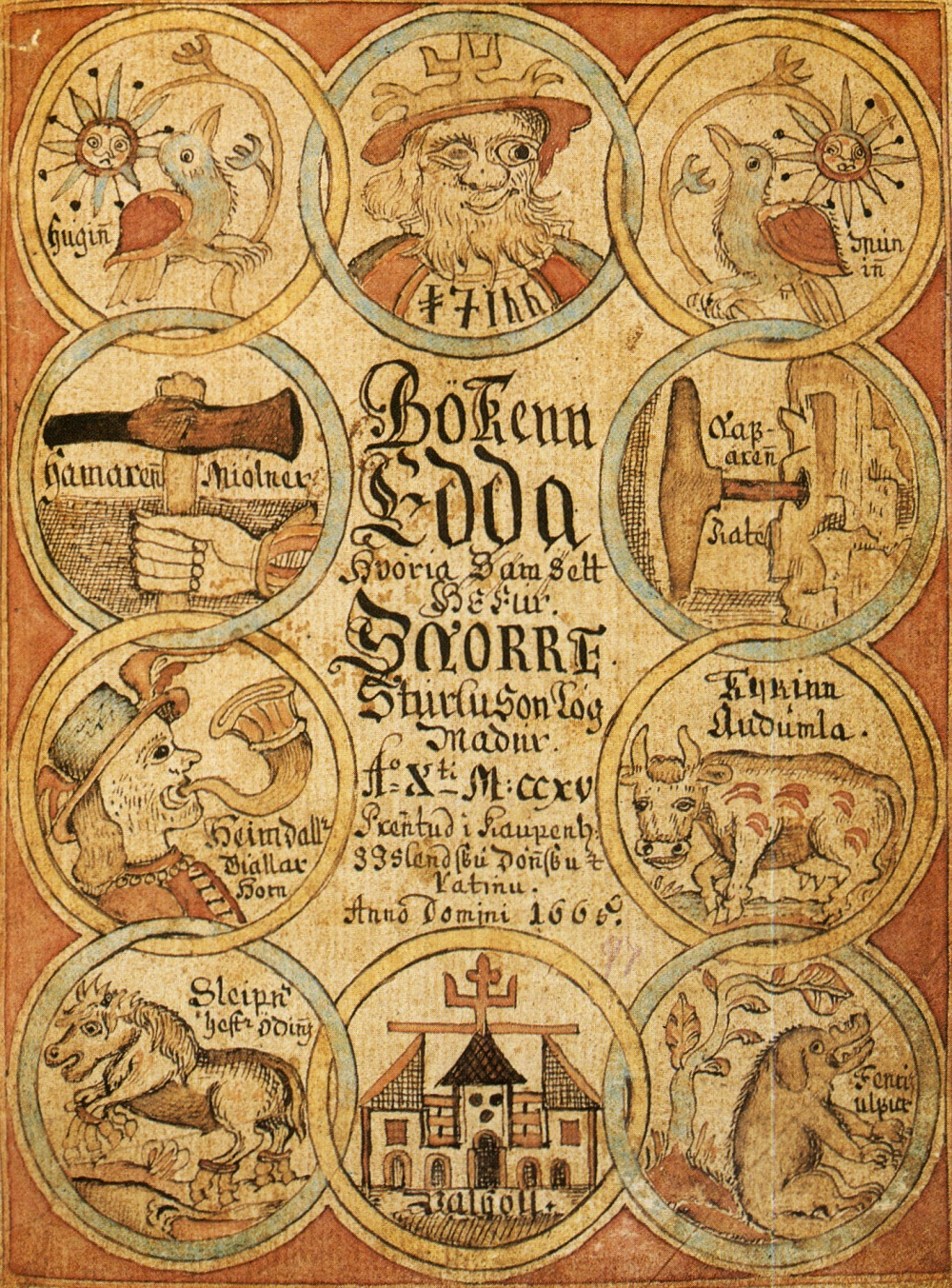
Den prosaiska Eddan i ett isländskt 1700-talsmanuskrift.

Till den nordiska mytologin är källorna vida rikare än hos andra germanska folk. Förutom källor av samma slag som de flesta hos dessa har de nordiska folken en rik inhemsk litteratur, mestadels på fornisländska. De mest givande mytologiska källskrifterna är de båda skrifterna med namnet Edda, Den poetiska Eddan och Den prosaiska Eddan, men viktiga bidrag kommer också från annan skaldekonst, saga och historia, liksom från de latinska historiska skrifterna av Adam av Bremen, Thietmar av Merseburg, Saxo samt Vita Anskarii ("Ansgars liv") av Rimbert. Även den samiska samt den finsk-ugriska mytologin har nordisk-liknande gestalter: Hora-galles (Tor), Väralden olmai (isl. veraldar guð, Frö) och Biegga-galles (vindens gud, stormguden, Njord eller Oden). Inslaget av schamanen Oden, de dödas nåjd, är ett typiskt finsk-ugriskt kännetecken.
De flesta underrättelser om den fornnordiska mytologin utgår från isländsk muntlig skaldetradition. Frågan har ställts om detta gods också tillhörde folkets tro och sed i hela Norden, eller om detta enbart var skaldernas diktning, varav en del möjligen uppkommit genom kristna författares missuppfattning av forntida mytologiska föreställningar och uttryck. Emellertid tycks rester i folktro, folksagor, och folkvisor, bilder på runstenar, samt lån av sagomotiv till närboende folkslag, bekräfta att de mytologiska föreställningar som framträder i de båda Eddorna dels varit bekanta i de breda folklagren och dels varit spridda över hela Norden. De nära kontakterna mellan de nordiska folken och det faktum att isländska och före dem norska skalder besökte konungarnas hov i alla de nordiska länderna gör det sannolikt att mytologin i stora drag var gemensam, även om det säkert också fanns en viss regional och lokal variation.
Folktrons föreställningar om avlidnas själar och naturföreteelsernas andar återfinns i liknande skepnad hos många folk, och att de hos nordbor och övriga germaner varit väsentligen de samma intygas dels av överensstämmande folktro från yngre tid, dels av de gemensamma benämningarna för älva, mara, huldra, dvärg och näck. Om de germanska folkens gudatro finns några underrättelser ända från vår tideräknings början, och ett för dessa gemensamt drag är att utom träd, floder och berg vanligen tre, ibland fyra gudar uppges ha dyrkats: Caesar anger solen, Vulcanus (elden) och månen, Tacitus anger Mercurius, Hercules och Mars. I det saxiska doplöftet från 800-talet avsvärjs "Thuner och Woden och Saxnot och alla de onda makter, som är i deras sällskap".

### Källor till gudarnas namn

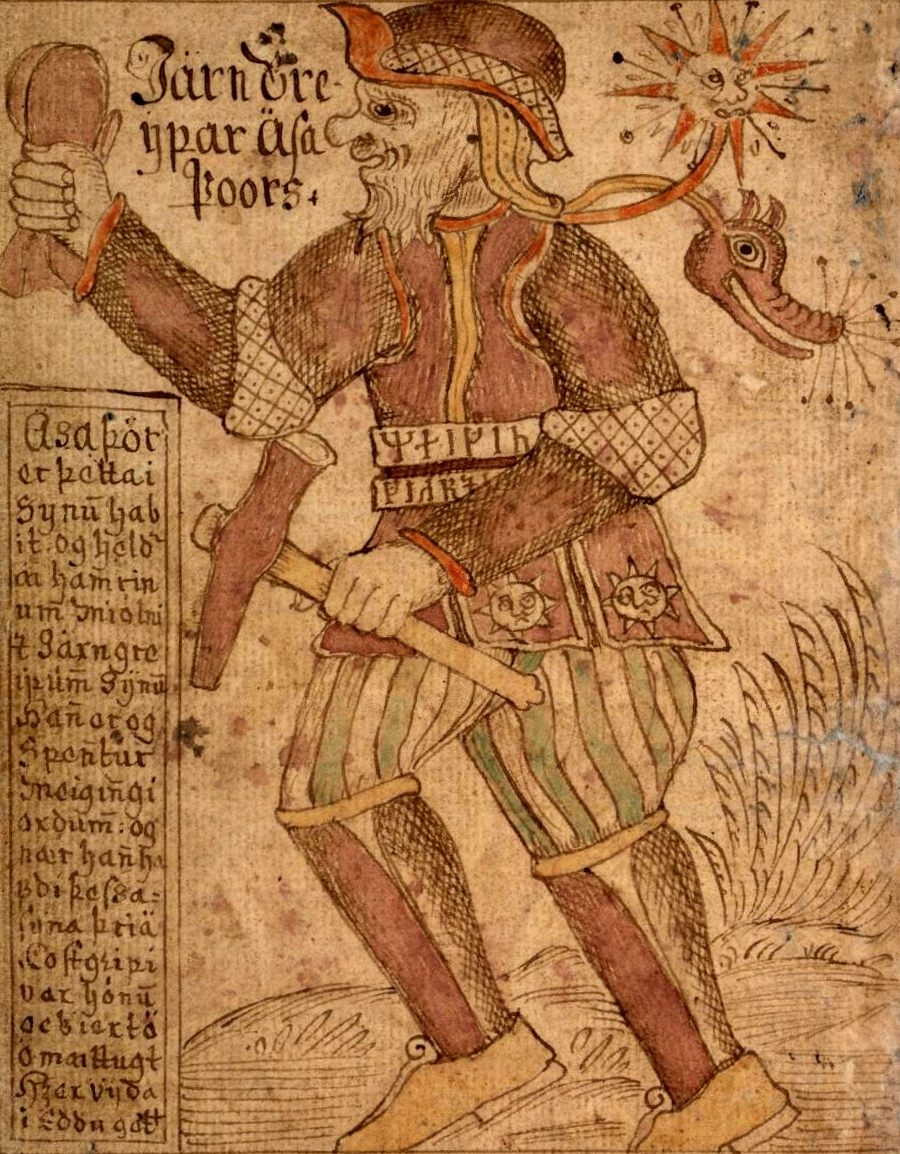
Tor i samma manuskript.

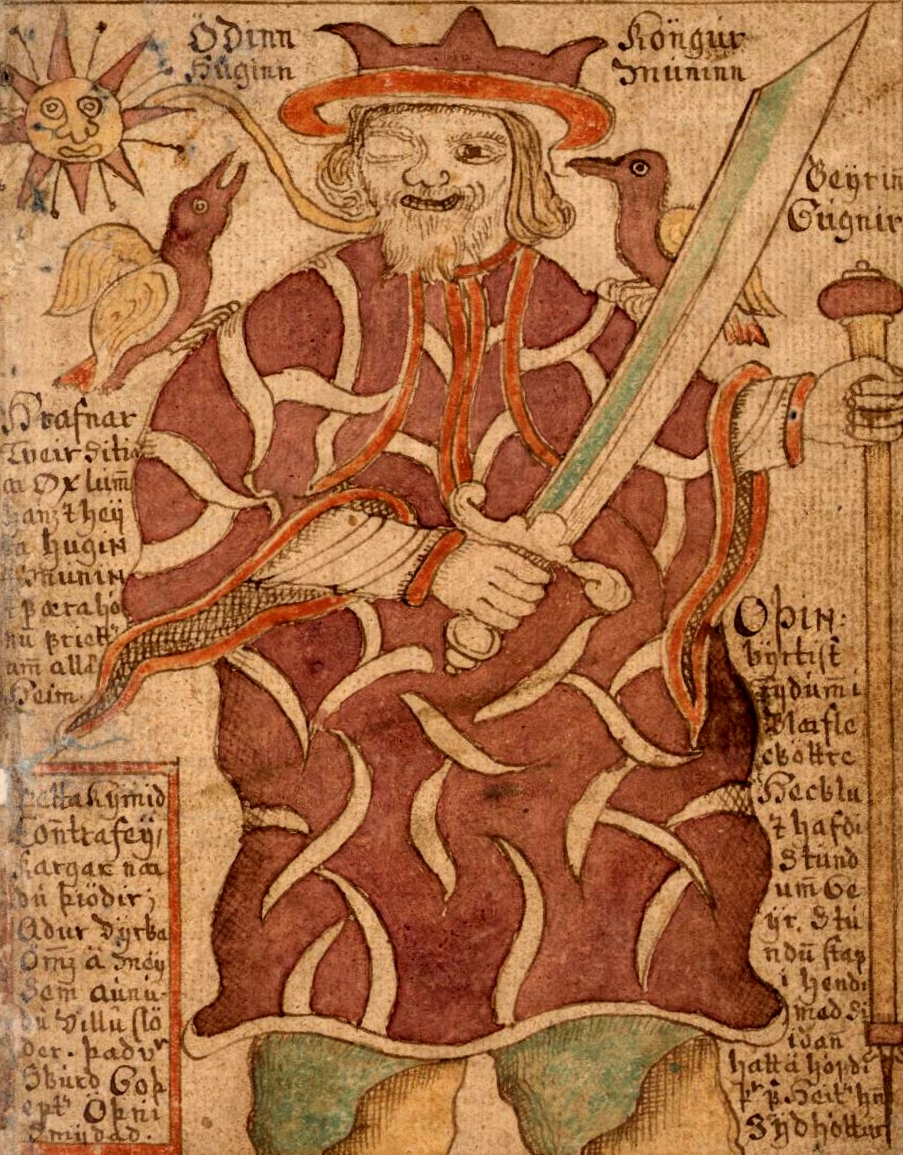
Oden med Hugin och Munin.

## Berättelser

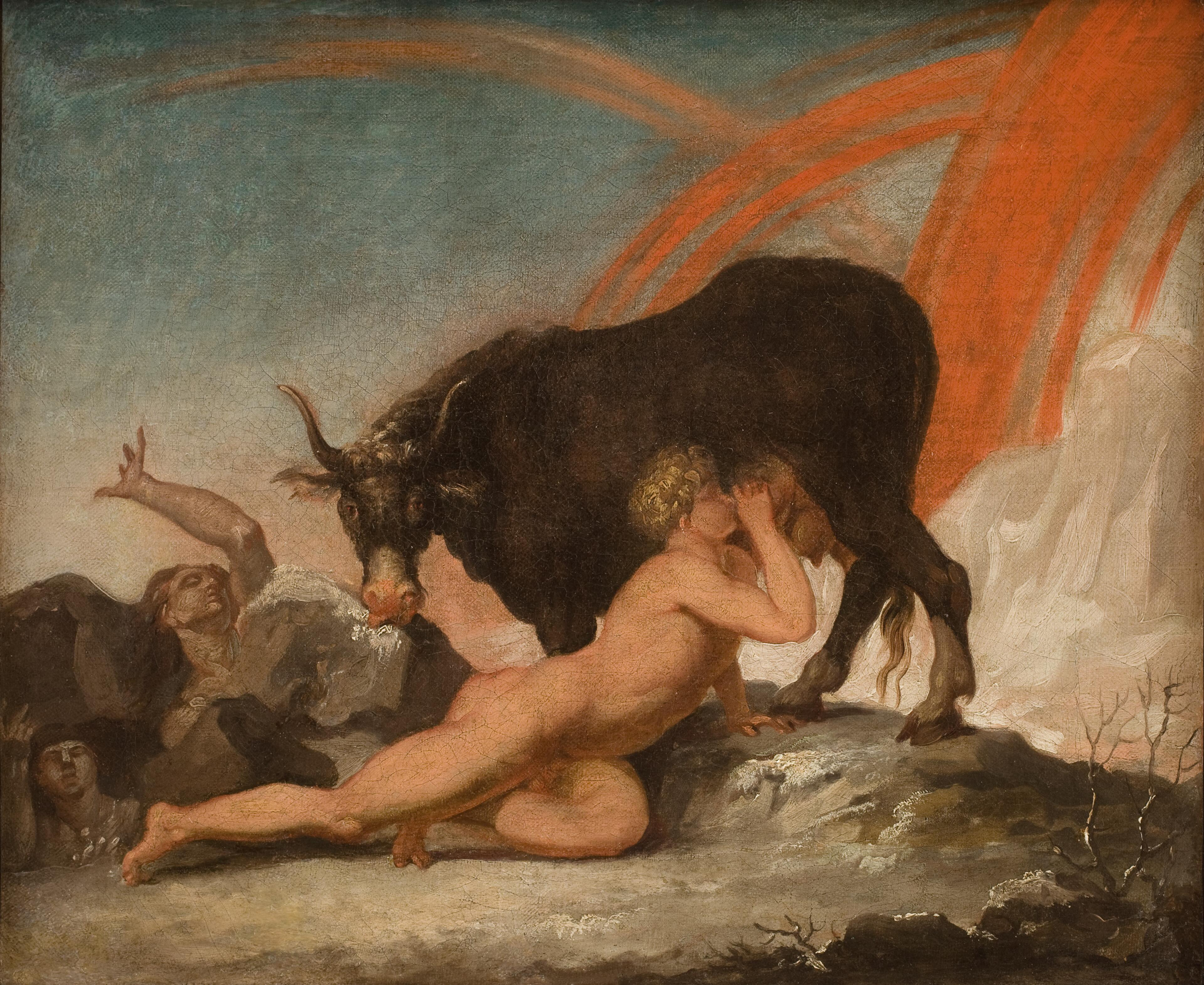
Ymer diar Audhumbla, målning av Nicolai Abildgaard cirka 1777.

#### Asarna och Asgård

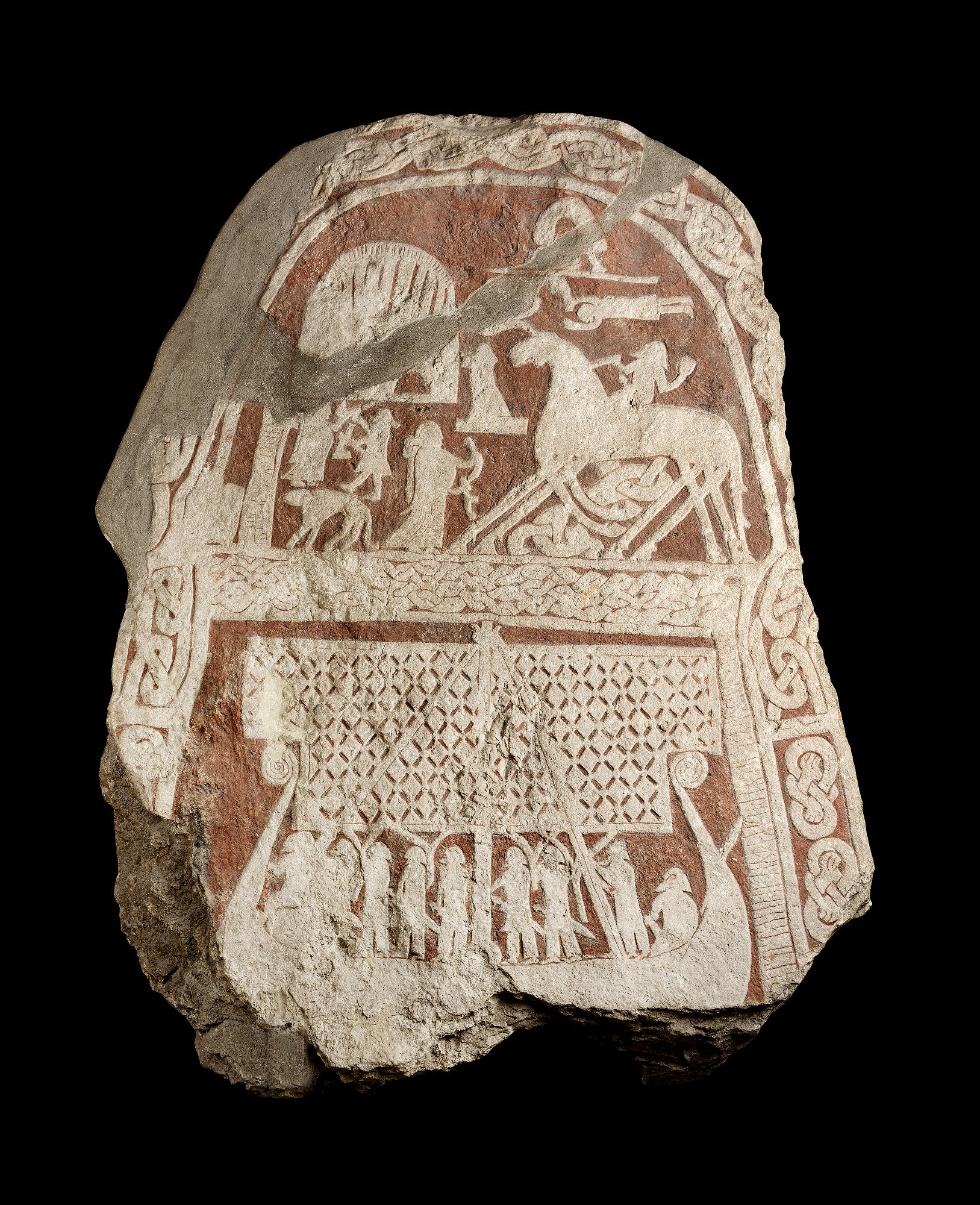
Bildstenen Tjängvidestenen med vad som tolkats som Oden och Sleipner avbildade, 800 - 1099 Gotland.

### Världarnas undergång

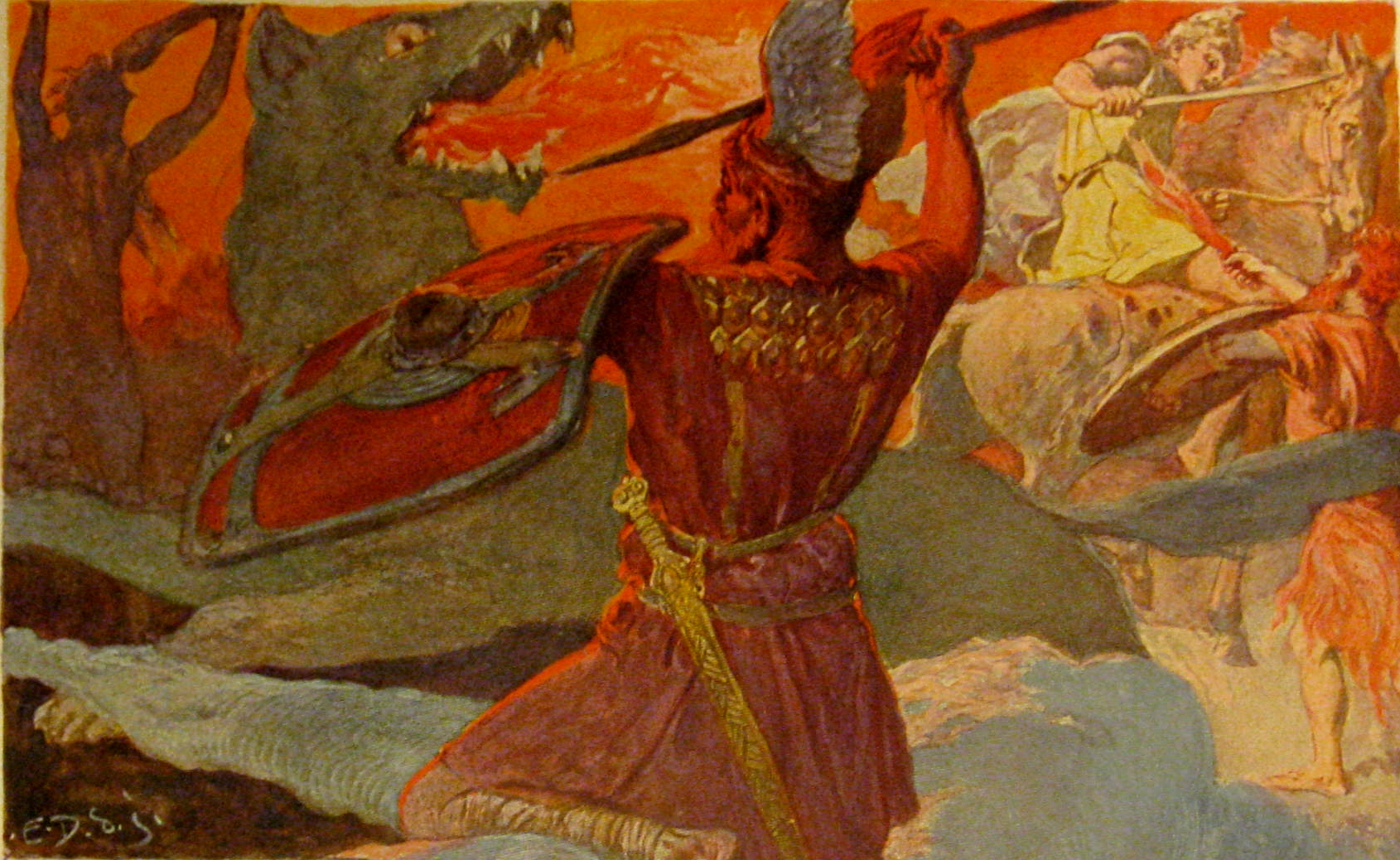
Oden, Fenrisulven, Frej och Surt (1905), målning av Emil Doepler.

## Historia

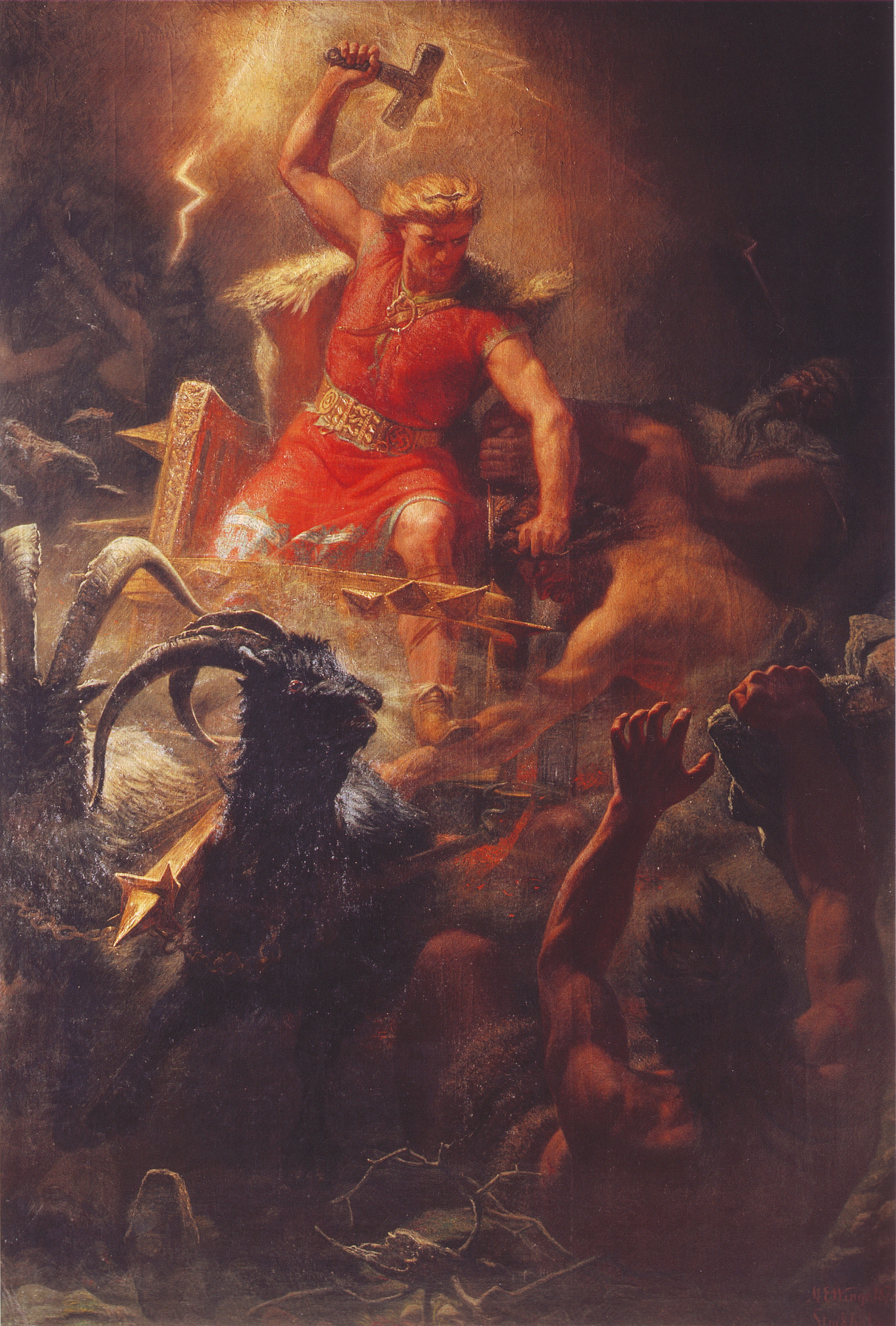
Tors strid med jättarna, målning av Mårten Eskil Winge (1872).